# Высока-Льгота
Высока-Льгота (чеш. Vysoká Lhota, бывш. нем. Hohen Lhota) — муниципалитет на юге Чехии, в крае Высочина. Входит в состав района Пельгржимов.
Один из самых малонаселённых муниципалитетов Чехии.
Также по состоянию на 2015 год это муниципалитет с самым высоким средним возрастом жителей (61,5 лет).

## География и транспорт
Расположен в западной части района, в 7 км к юго-востоку от Пацова, в 13 км к западу от Пельгржимова и в 39 км к западу от Йиглавы.
Граничит с муниципалитетами Камен (с северо-запада), Златенка (с северо-востока), Моравеч (с юго-востока) и Добра-Вода-у-Пацова (с юго-запада).
В деревне раз в сутки по рабочим дням останавливается автобус, идущий между Пацовом и Златенкой; также в 1 км к северу от деревни есть остановка автобуса на Пельгржимов.

## Изменение административного подчинения
- 1850 год — Австрийская империя, Богемия, край Ческе-Будеёвице, политический район Пельгржимов, судебный район Пацов;
- 1855 год — Австрийская империя, Богемия, край Табор, судебный район Пацов;
- 1868 год — Австро-Венгрия, Цислейтания, Богемия, политический район Пельгржимов, судебный район Пацов[6];
- 1920 год — Чехословацкая Республика, Пражская жупания[чеш.], политический район Пельгржимов, судебный район Пацов
- 1928 год — Чехословацкая Республика, Чешская земля, политический район Пельгржимов, судебный район Пацов
- 1939 год — Протекторат Богемии и Моравии, Богемия, область Немецкий Брод, политический район Пельгржимов, судебный район Пацов[7]
- 1945 год — Чехословацкая Республика, Чешская земля, административный район Пельгржимов, судебный район Пацов[8]
- 1949 год — Чехословацкая Республика, Йиглавский край, район Пацов[9]
- 1960 год — ЧССР, Южночешский край, район Пельгржимов
- 2003 год — Чехия, край Высочина, район Пельгржимов, ОРП Пацов

## Население
| Год  | Численность | Численность |
| ---- | ----------- | ----------- |
| 1869 | 178         | [ 10 ]      |
| 1880 | 176         | [ 10 ]      |
| 1890 | 176         | [ 10 ]      |
| 1900 | 151         | [ 10 ]      |
| 1910 | 186         | [ 10 ]      |
| 1921 | 177         | [ 10 ]      |
| 1930 | 186         | [ 10 ]      |
| 1950 | 103         | [ 10 ]      |
| 1961 | 102         | [ 10 ]      |
| 1970 | 84          | [ 10 ]      |
| 1980 | 56          | [ 10 ]      |
| 1991 | 43          | [ 10 ]      |
| 2001 | 26          | [ 10 ]      |
| 2011 | 17          | [ 10 ]      |
| 2014 | 17          | [ 11 ]      |
| 2016 | 15          | [ 12 ]      |
| 2017 | 15          | [ 13 ]      |
| 2018 | 15          | [ 14 ]      |
| 2019 | 15          | [ 15 ]      |
| 2020 | 15          | [ 16 ]      |
| 2021 | 14          | [ 17 ]      |
| 2022 | 16          | [ 18 ]      |
| 2023 | 16          | [ 19 ]      |
| 2024 | 15          | [ 20 ]      |
| 2025 | 16          | [ 3 ]       |

До Второй мировой войны численность населения деревни оставалась стабильной, далее начала снижаться.
По переписи 2011 года в деревне проживало 17 человек (из них 12 чехов и 4 не указавших национальность), из них 9 мужчин и 8 женщин (средний возраст — 60,2 года), все — старше 14 лет.
Из них 6 имели базовое (в том числе неоконченное) образование, 10 — среднее, включая учеников (из них 5 — с аттестатом зрелости) и 1 — высшее (магистр).
Из 17 человек 10 были экономически активны (в том числе 3 работающих пенсионера), 7 — неактивны (все — неработающие пенсионеры).
Из 10 работающих 3 работали в сельском хозяйстве, 1 — в торговле и авторемонте, 1 — в транспортной и складской отрасли, 1 — в финансовой и страховой сфере, 2 — на госслужбе, 1 — в здравоохранении.

## Галерея

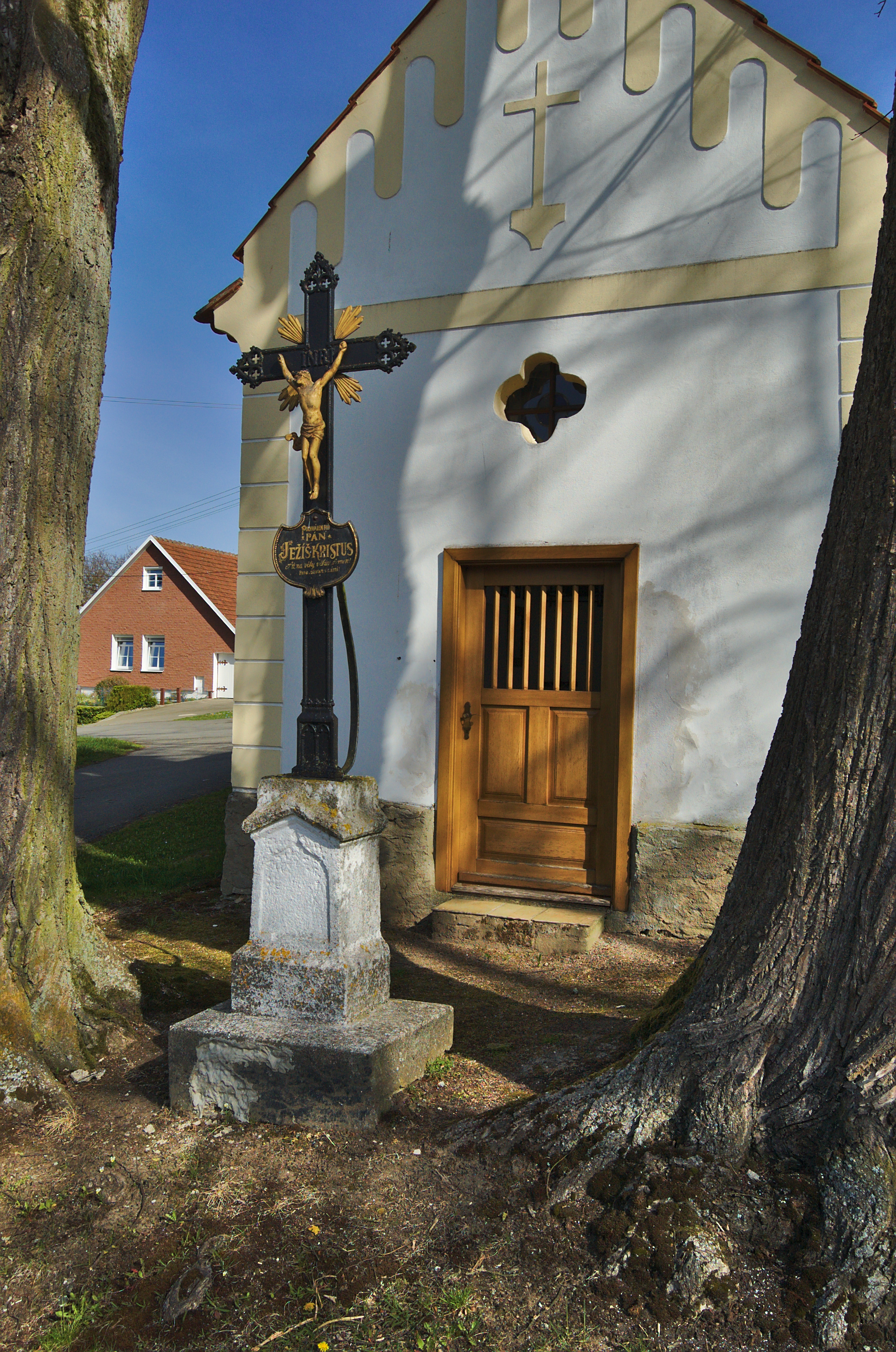
Распятие перед часовней
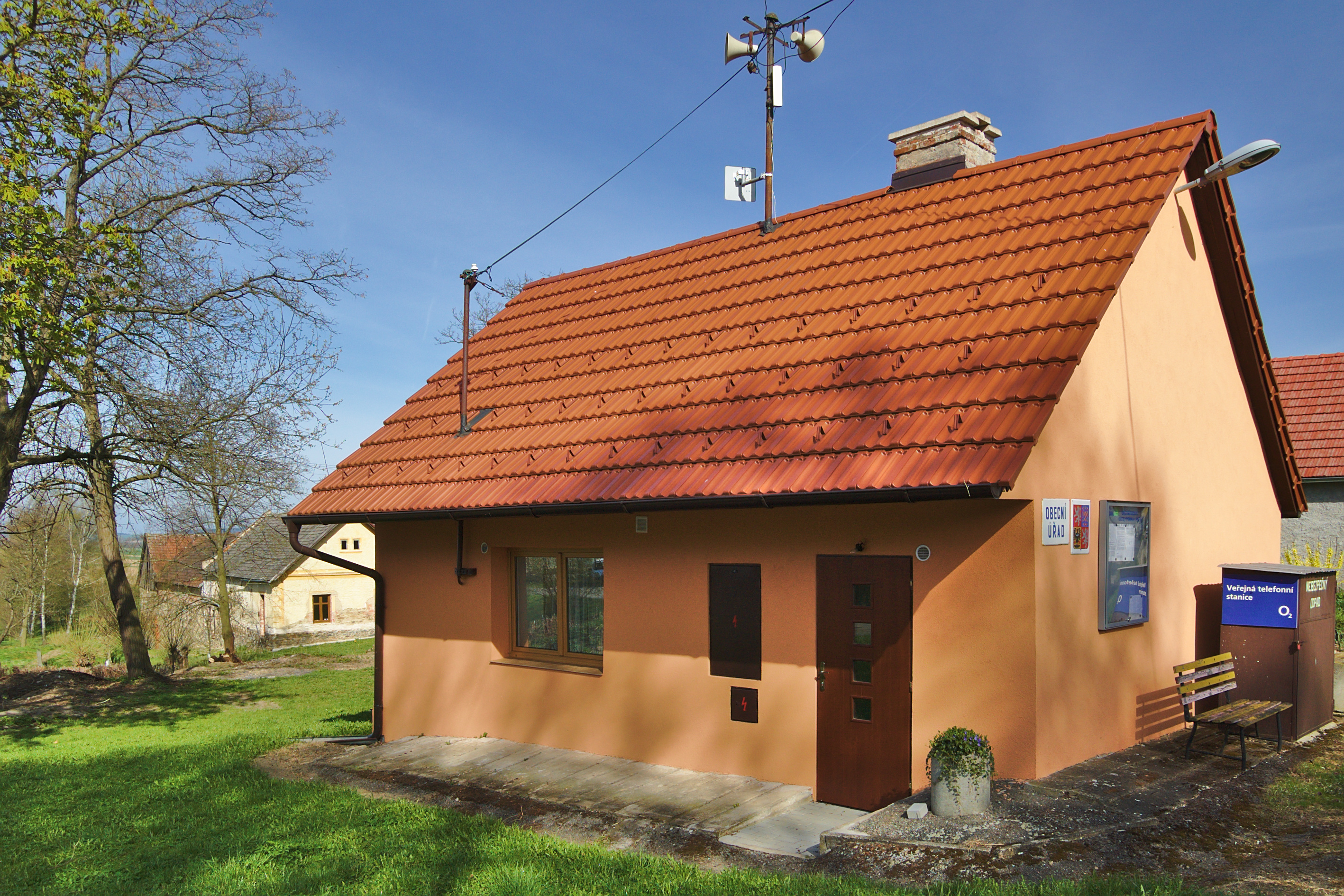
Здание муниципалитета